# Jennifer Lombardo
Jennifer Lombardo, née le 24 juin 1991, est une haltérophile italienne.

## Palmarès

### Championnats d'Europe
- 2018 à Bucarest
  -  Médaille d'argent en moins de 53 kg.